# Aroldo
Aroldo – opera Giuseppe Verdiego w czterech aktach na podstawie libretta Francesco Maria Piave, której premiera odbyła się 19 sierpnia 1857 roku w Teatro Nuovo Comunale w Rimini